# San Pedro Huilotepec
San Pedro Huilotepec è un comune del Messico, situato nello stato di Oaxaca.